# Rückkehr nach Missing
Rückkehr nach Missing (Originaltitel: Cutting for Stone) ist der Debütroman des indisch-amerikanischen Arztes Abraham Verghese aus dem Jahr 2009. Verghese lässt wie schon in seinen beiden autobiographisch geprägten Sachbüchern persönliche Erlebnisse, hier seine Jugend in Äthiopien, in die Familiensaga einfließen, wenn er auch betont, dass das Werk nicht ganz autobiographisch ist.

## Handlung
In einem Missionskrankenhaus im äthiopischen Addis Abeba, von den Einheimischen "Missing" genannt, werden 1954 die Zwillingsbrüder Marion und Shiwa geboren, deren indische Mutter bei der Geburt stirbt. Der britische Vater hat sich abgesetzt und sie werden von den Ärzten Gosh und seiner Frau, ethnischen Indern, adoptiert.
Die Protagonisten erleben eine weitgehend unbeschwerte Kindheit im bitterarmen Land Haile Selassies, entwickeln sich aber trotz gemeinsamen Interesses für Medizin auseinander, ihre Beziehung geht aufgrund ihrer Rivalität um das Mädchen Genet dann völlig in die Brüche. Nach dem Tod ihres Adoptivvaters und erzwungener Emigration müssen sie sich aber notgedrungen wieder verständigen.

## Rezeption
- FAZ: " ...auch wenn das Buch über Passagen als medizinisches Lehrbuch durchgehen könnte und die Agglomeration von anatomischen Details zuweilen die Geduld- und Schmerzgrenze strapaziert, der Leser wird für alles entschädigt: mit großen Gefühlen, mit kluger Nachdenklichkeit und mit Bildern von melancholischer Schönheit."
- Das Buch verkaufte sich sehr stetig über einen langen Zeitraum und war zwei Jahre nach Erscheinen #2 in der NY Times Bestsellerliste, über 1 Mio. Exemplare wurden verkauft.
- Es war in der erweiterten Kandidatenliste des International IMPAC Dublin Literary Awards und gewann den Indies Choice Book Award 2010.